# Caixa Tarragona
Caixa Tarragona (nombre comercial de la Caixa d'Estalvis de Tarragona; en castellano, Caja de Ahorros de Tarragona) fue una caja de ahorros catalana, con sede en la ciudad de Tarragona. Su desaparición se produjo en el año 2010, cuando se fusionó con otras dos cajas de ahorros catalanas, Caixa Catalunya y Caixa Manresa, dando lugar a una nueva caja de ahorros denominada Caixa d'Estalvis de Catalunya, Tarragona i Manresa, operada bajo la marca comercial CatalunyaCaixa.
El martes 13 de octubre de 2009 el consejo de administración de la entidad aprobó la fusión, permitiendo constituir la segunda caja más grande de Cataluña en volumen de activos, solo superada por la Caixa, y la cuarta más grande de España.
CatalunyaCaixa recogió el negocio bancario, red de oficinas, activos y cartera de clientes, así como la obra social de la extinta Caixa Tarragona, hasta que en 2011 la nueva caja cedió todo su negocio bancario a un banco de su propiedad, Catalunya Banc. En 2011, debido a los problemas de liquidez y financiación de CatalunyaCaixa, la caja perdió el control del banco que gestionaba cuando el Fondo de Reestructuración Ordenada Bancaria nacionalizó Catalunya Banc.

## Historia
Fundada por acuerdo de la Diputación de Tarragona de 15 de septiembre de 1949 con el nombre de Caja de Ahorros Provincial de la Diputación de Tarragona. Sus estatutos se aprueban cuando el Boletín Oficial del Estado, número 231, de 19 de agosto de 1950 publicó la Orden de 13 de julio de 1950.
La entidad abrió su primera oficina, situada a la Rambla Nova, número 27 de Tarragona, el 1 de octubre de 1952. Cuatro personas y 1,5 millones de pesetas fueron su primer patrimonio. En junio de 1954 la entidad abría sucursal en Tortosa y posteriormente en Flix (1955). En su proceso de expansión, en abril de 1956, se hizo con el control de las sucursales que la Caja de Ahorros Provincial de la Diputación de Barcelona tenía en Reus y en Tivisa mientras planificaba la apertura de más oficinas: Constantí, Santa Bárbara, Perelló, Camarles o la Aldea.
En 1960 se inaugura, también en la misma Rambla Nova, la que será su sede central durante una década y media. En 1976 entra en funcionamiento el edificio de su sede central hasta el momento de su desaparición, situada en la Plaza Imperial Tarraco, número 6, posteriormente ampliado en el año 2002.
La red comercial de Caixa Tarragona llegó a estar formada por más de 300 oficinas, centradas principalmente en la provincia de Tarragona y las provincias de Barcelona y Lérida, aunque con presencia en otras comunidades autónomas como la Comunidad de Madrid, la Comunidad Valenciana y Aragón (1 oficina en Zaragoza). 

### Fusión y desaparición
El 1 de julio de 2010 se hizo efectiva la fusión de Caixa Catalunya, Caixa Tarragona y Caixa Manresa, con el nombre social de Caixa d'Estalvis de Catalunya, Tarragona i Manresa, y el 15 de septiembre del mismo año se acordaba la marca comercial que usaría la entidad, CatalunyaCaixa.
El 4 de diciembre de 2009, los consejos de administración de las tres entidades aprobaron per separado la fusión. El plan de integración representaba el cierre de 395 oficinas y el despido de 1.300 empleados.
De esta manera CatalunyaCaixa recogió el negocio bancario, los activos financieros y el patrimonio, cartera de clientes y red de oficinas que hasta ese momento pertenecían a Caixa Tarragona y el resto de cajas integrantes. CatalunyaCaixa un año más tarde segregó a su vez el negocio financiero en un banco fundado por la propia caja, Catalunya Banc S.A. del cual CatalunyaCaixa era propietaria única.
CatalunyaCaixa, unos meses más tarde perdería el control de Catalunya Banc con la nacionalización del banco por parte del Gobierno de España a través del FROB, quedando la entidad en proceso de subasta a la espera de un nuevo propietario.